# Inga hispida
Inga hispida är en ärtväxtart som beskrevs av George Bentham. Inga hispida ingår i släktet Inga och familjen ärtväxter. IUCN kategoriserar arten globalt som sårbar. Inga underarter finns listade i Catalogue of Life.

## Bildgalleri

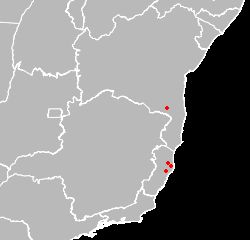